# Тофу
То́фу або бобовий сир (яп.  豆腐 то: фу,  кит. 豆腐 чи 荳腐, dòufu (доуфу), кор. 두부 тубу, тайськ. เต้าหู้ тау2хуу2, в'єтн. đậu phụ (đậu hũ) дауфу чи дауху) — у азійській кулінарії сироподібний харчовий продукт із соєвих бобів, багатий на білок. Китайською — доуфу, японською — тофу. Винайдений китайцями в епоху династії Хань. У 8 ст. запозичений японцями як «китайський сир» (唐腐, tōfu).
Має нейтральний смак, що є однією з переваг тофу і дозволяє універсальне використання в кулінарії. Він нагадує позбавлений смаку сир, але ця якість робить його ідеальним наповнювачем будь-якої страви, до якої він приносить не лише об'єм, але і незамінні амінокислоти та мікроелементи.

## Технологія виготовлення
Тофу отримується за допомогою звурджування соєвого молока коагулянтом, наприклад, сульфатом кальцію, хлоридом магнію чи лимонною кислотою. На Окінаві молоко згортають морською водою, зроблений у такий спосіб продукт називається «сима-дофу» або «Острівний тофу».
Сама технологія виготовлення тофу нагадує процес отримання сиру з коров'ячого молока, тому його іноді називають соєвим сиром. Єдина відмінність — це кінцева процедура пресування в щільні брикети і упаковка в герметичну тару з водою (задля уникнення вбирання продуктом сторонніх запахів).

## Історія
За однією з версій походження тофу, він був отриманий у II ст. до н. е. у Китаї і поширився в епоху Нара (VIII століття) в Японії. У цих країнах, а також у Таїланді, В'єтнамі та Кореї, тофу став одним з основних продуктів харчування. Серед сцен, зображених на рельєфах однієї з гробниць в Дахутін (кит. 打虎 亭; провінція Хунань, КНР) є одна, яка інтерпретує процес виготовлення тофу. Цей рельєф династії Хань є найдавнішим відомим зображення такого роду. Пізніша інформація про тофу з'являється тільки в X сторіччі.
У західних країнах тофу став широко відомий в другій половині XX століття завдяки поліпшенню культурних зв'язків із східноазійськими країнами та поширенню вегетаріанства.

## Субпродукти

### Шкіра тофу
Шкірка тофу утворюється, коли соєве молоко кип’ятять у відкритій неглибокій каструлі, таким чином утворюючи плівку або шкірку, що складається переважно з соєвого білково-ліпідного комплексу на поверхні рідини. Плівки збирають і висушують у жовтуваті листи, відомі як «шкіра з соєвого молока».

### М'якоть сої
Інколи відомий на заході як «соєва м'якоть» або «осад тофу», окара — це побічний продукт тофу, що складається з клітковини, білка та крохмалю, що залишився, коли соєве молоко було витягнуто з розмелених соєвих бобів.

## Продукти, схожі на тофу
Термін тофу використовується як розширення для сирних страв із подібною текстурою, у яких не використовуються соєві продукти, наприклад «мигдалеве тофу» (мигдалеве желе), тамаго-тофу (яйце), ґома-тофу (кунжут), або арахісовий тофу.

### Мигдалевий тофу
«Мигдалевий тофу» — молочно-біла драглиста речовина, що нагадує тофу, але не містить соєвих продуктів або соєвого молока та затверділа агаром. Подібний десерт, приготований з кокосовим молоком або соком манго, іноді може називатися «кокосовим тофу» або «тофу з манго», хоча такі назви також даються гарячим стравам, у рецепті яких використовується соєвий тофу, кокос або манго.

### Тофу з нуту
Бірманський тофу — бобовий продукт, виготовлений із борошна безан; сорт Shan використовує борошно з жовтого колотого гороху. Обидва типи мають жовтий колір і зазвичай зустрічаються лише в М'янмі, хоча бірманський сорт також доступний у деяких закордонних ресторанах, де подають страви бірманської кухні. Бірманський тофу можна смажити як оладки, нарізані прямокутними або трикутними формами.

### Яєчний тофу
Яєчний тофу є основним типом пікантного тофу. Цілі збиті яйця з'єднують з даші, розливають у форми і варять у пароварці. Цей тофу має блідо-золотистий колір, що можна пояснити додаванням яєць і, іноді, харчових барвників. Цей тофу має більш насичену текстуру та смак, ніж шовковий тофу, завдяки наявності яєчного жиру та білків. Звичайний «сушений тофу» можна ароматизувати, тушкуючи в соєвому соусі, щоб зробити тофу з соєвим соусом. Зазвичай можна побачити тофу, який продають у кіосках з гарячою їжею в такому тушкованому вигляді з соєвим соусом. Сьогодні яєчний «японський» тофу готується з яєць, води, рослинного білка і приправ.

### Арахісовий тофу
На Окінаві (Японія) арахісове молоко, яке виготовляють шляхом подрібнення сирого арахісу, додавання води та проціджування, змішують із крохмалем (зазвичай солодкою картоплею, відомим у місцевих як умукудзі або умукаші) і нагрівають до згортання.

### Кунжутний тофу
Тофу, відомий як goma-dōfu, готують шляхом подрібнення кунжуту в однорідну пасту, поєднання його з рідиною та крохмалем кудзу та нагрівання до згортання. Його часто подають охолодженим як хіяякко.